# Барбінгеймер
Барбінгеймер, або Оппенбарбі, — це інтернет-феномен, який популяризувався напередодні прем'єри двох діаметрально протилежних за жанром фільмів — «Барбі» й «Оппенгеймера», прокат яких на території України розпочався 20 липня 2023 року, а у світі 21 липня 2023 року. Слово є контамінацією назв фільмів. Контраст між фентезійною комедією «Барбі» режисерки Ґрети Ґервіґ про ляльку Барбі та біографічним трилером «Оппенгеймер» режисера Крістофера Нолана про фізика-теоретика Дж. Роберта Оппенгеймера спричинив велику фанатську реакцію в інтернеті; Polygon описав два фільми як «крайні протилежності».

## БарбісупротиОппенгеймера
Феномен Барбінгеймера — це приклад контрпрограмування, маркетингової стратегії, коли тонально різні фільми випускаються в один і той самий день, щоб зацікавити протилежні один одній авдиторії. Чоловічий журнал GQ відмітив, що подібне явище зазвичай відбувається у період новорічних свят, як це сталося зі стрічками «Кіт у чоботях 2: Останнє бажання» та «Аватар: Шлях води» у 2022 році, і порівняв літо 2023 року з «кривавим боєм за принципом „все або нічого“». У 2022 році контрпрограмування також відбулося з літніми прем'єрами «Топ Ґан: Маверік» і «Бургерна Боба у кіно», де другий фільм набагато менший першого, що і дозволило створити таку динаміку. Порівнюючи «Барбі» та «Оппенгеймера», The AV Club пожартував: «В одному з цих фільмів головний герой намагається зрозуміти сутність смерті. Інший — Оппенгеймер». Прем'єра обох проєктів в один день аналогічна релізу блокбастера «Темний лицар» режисера «Оппенгеймера» Крістофера Нолана та мюзиклу Mamma Mia! у 2008 році
Інтернет-користувачі помітили одночасність прем'єр фільмів і почали публікувати меми в Twitter, зокрема вигадані електоральні мапи Сполучених Штатів, що припускають очевидну перемогу «Барбі» вигаданих виборах. Також жарти стосувалися одягу, в якому глядачі ходитимуть на «Барбі» та «Оппенгеймера»: яскравому та більш офіціозному відповідно. Дизайнери сорочок на Etsy скористалися онлайн-протистоянням, створюючи одяг з написом «Barbenheimer»; найпростіший підхід був заснований на використанні частин логотипів обох фільмів та об'єднанні їх в один, що пізніше вилилося в створення виразу «Барбінгеймер».

## Вплив на бокс-офіс
«Барбі», за прогнозами аналітиків, має заробити за перші вихідні 80–100 мільйонів доларів, тоді як «Оппенгеймеру» обіцяють близько 50 мільйонів доларів.

## Реакції

### Кіноіндустрія
Актор Том Круз згадав про це явище у своєму твіті, в якому він тримав у руках квитки на обидві стрічки разом з режисером бойовика «Місія нездійсненна: Розплата. Частина перша» Крістофером Маккворрі, називаючи їх подвійним сеансом. Ґрета Ґервіґ та зірка «Барбі» Марґо Роббі приєдналися до флешмобу Круза та опублікували фото з квитками на «Оппенгеймера» у руках. На прем'єрі фільму «Ейр» актор і зірка «Оппенгеймера» Метт Деймон сказав Vanity Fair, що глядачі «здатні подивитися два фільми за вихідні».

### Аналітика
Райан Ґілбі з The Guardian протиставив Барбінгеймера війні гуртів Blur та Oasis у 1990-х.